# Нешо Царевски
Нешо Вълов Царевски (Никола) е участник в Съпротивителното движение по време на Втората световна война. Български партизанин от Партизански отряд „Христо Кърпачев“. Български финансист и професор.

## Биография
Нешо Царевски е роден на 7 ноември 1921 г. в с. Угърчин Ловешко. Учи в Гимназията в с. Угърчин, I Мъжка гимназия (София) и Народна мъжка гимназия „Цар Борис III“ (Ловеч). Тук е активен член на РМС. Завършва средното си образования с мн. добър успех през 1943 г.
Заплашен от арест се включва в Съпротивителното движение по време на Втората световна война. Партизанин в Партизански отряд „Христо Кърпачев“ от 6 август 1943 г. Участва във всички бойни действия на отряда. Осъден два пъти на смърт по ЗЗД. На 19 септември 1943 г. при засада и престрелка с полицейско подразделение в района на Ловеч е тежко ранен. След излекуване при полеви условия продължава борбата.
След 9 септември 1944 г. участва в първата фаза на войната срещу Германия като помощник-командир на втора пехотна дружина 25-и пехотен полк. На 9 ноември 1944 г. е назначен за помощник-командир на второ товарно отделение на 9-и дивизионен артилерийски полк. След войната завършва едногодишен курс за офицери във Военното училище (София). Служи две години като офицер в Трудова повинност.
Завършва с отличие висше образование, специалност икономика в Москва (1952). Преподавател във Висш икономически институт „Карл Маркс“ София: асистент (1952), доцент (1964), професор по международни икономически отношения (1969). Кандидат на икономическите науки (1956). Завеждащ катедра „Международни валутно-финансови и кредитни отношения“ (1978). Заместник-ректор на ВИИ „Карл Маркс“ (1966 – 1972). Автор на над 100 научни публикации по проблемите на международните икономически и финансови отношения.
Едновременно работи в Българска народна банка, неин заместник-председател и началник управление „Валутно“ (1959 – 1964). Председател на Българска външнотърговска банка до 1967 г. Директор на Институт по проблемите на социалистическата икономическа интеграция (1971 – 1989). Общински съветник (София).
Награден с Орден „Георги Димитров“, Орден „НРБ“ I ст., „Народен орден на труда“, Орден „Кирил и Методий“ I ст., „Заслужил деятел на науката“ и др.